# Parastàcids
Els parastàcids (Parastacidae) són una família de crustacis decàpodes, única representant de la superfamília dels parastacoïdeus (Parastacoidea). Comprèn els crancs de riu propis de l'hemisferi sud.

## Sistemàtica
La família és un tàxon amb una distribució clàssica del continent de Gondwana, amb exemplars existents a Sud-amèrica, Madagascar, Austràlia, Nova Zelanda i Nova Guinea, i espècies extintes també a Antàrtida.
Hi ha descrits 15 gèneres:
- Astacoides
- Astacopsis
- Cherax
- Engaeus
- Engaewa
- Euastacus
- Geocherax
- Gramastacus
- Ombrastacoides
- Paranephrops
- Parastacus
- Samastacus
- Spinastacoides
- Tenuibranchiurus
- Virilastacus

S'han trobat tres gèneres a Xile, Virilastacus, Samastacus i Parastacus, l'últim dels quals també es troba al sud del Brasil.
No hi ha cap cranc de riu a l'Àfrica continental. Sí que es troben sis espècies a Madagascar, totes del gènere Astacoides.
Australàsia és una zona especialment rica en crancs de riu:
- El petit gènere Paranephrops és endèmic de Nova Zelanda; Huxley afirma que Paranephrops també es troba a les illes Fiji.[2]
- Astacopsis i Parastacoides són endèmics de Tasmània.
- Geocharax i Engaeus ocupen ambdues parts de l'Estret de Bass.
- La diversitat més gran, tanmateix, es troba a Austràlia. Engaewa, Gramastacus i Tenuibranchiurus són endèmics d'allà.
- El gèneres més nombrosos són Euastacus i Cherax, amb gairebé noranta espècies entre el dos. Tenen una distribució més ampla, Euastacus en tota la costa australiana des de Melbourne fins a Brisbane, i Cherax des d'Austràlia fins a Nova Guinea.